# Намугерва, Леах
Леах Намугерва (англ. Leah Namugerwa; род. в 2004 году) — молодёжная климатическая активистка из Уганды. Она известна тем, что руководила кампаниями по посадке деревьев и начала петицию о введении запрета на использование пластиковых пакетов в Уганде. Вдохновленная Гретой Тунберг, она начала поддерживать школьные забастовки в феврале 2019 года вместе с другим организатором «Пятницы за будущее Уганды» Садрачом Нирере.
Намугерва выступила на Всемирном форуме городов в 2020 году и была молодым делегатом на Конференции ООН по изменению климата. Её дядя Тим Мугерва также известный защитник окружающей среды Уганды. Леах Намугерва — член Англиканской церкви Уганды.

## Деятельность
Намугерва слышала о Грете Тунберг и её пятничных забастовках в 2018 году. Позже она была вдохновлена на то же, что и 13-летняя Грета Тунберг, после того, как посмотрела репортаж в местных новостях о селях и наводнениях в сельских районах страны. С тех пор Намугерва стала видным молодым защитником климата и неотъемлемым участником самого видного африканского отделения «Пятницы во имя будущего», проходящего в Уганде. Она объединилась с Садрахом Нирере, Хильдой Флавией Накабуйе и её двоюродным братом Бобом Мотаву, чтобы создать Пятницы для будущего Уганды. С февраля 2019 года она участвовала в пятничных забастовках, призывая к дальнейшим действиям по борьбе с изменением климата, и руководила написанием петиции о введении запрета на пластиковые пакеты.
Лия Намугерва отметила свое 15-летие, посадив 200 деревьев вместо того, чтобы устроить вечеринку по случаю дня рождения, и с тех пор она запустила проект «Деревья дня рождения», чтобы раздать саженцы тем, кто хочет отпраздновать свой день рождения посадкой деревьев. Её главная цель — обеспечить соблюдение действующего климатического законодательства (Парижское соглашение 21) и привлечь больше внимания к вопросам изменения климата. Она организовала марши вместе с другими молодыми защитниками климата, чтобы отметить глобальную климатическую забастовку 29 ноября 2020 года, а также очистили берег озера Ггаба-Бич в Кампале, чтобы отпраздновать этот день; Присутствовала также Дороти Налубега, член женской сельскохозяйственной и экологической группы. Намугерва постоянно призывает правительство Уганды полностью выполнить Парижское соглашение по климату.